# Сентрахома (Оклахома)
Сентрахома (енгл. Centrahoma) град је у америчкој савезној држави Оклахома.

## Демографија
По попису из 2010. године број становника је 97, што је 13 (-11,8%) становника мање него 2000. године.
| Група             | 2000.      | 2010.      |
| Белци             | 79 (71,8%) | 74 (76,3%) |
| Афроамериканци    | 0 (0,0%)   | 0 (0,0%)   |
| Азијати           | 0 (0,0%)   | 0 (0,0%)   |
| Хиспаноамериканци | 0 (0,0%)   | 1 (1,0%)   |
| Укупно            | 110        | 97         |